# Phireza sexmaculata
Phireza sexmaculata là một loài nhện trong họ Thomisidae.
Loài này thuộc chi Phireza. Phireza sexmaculata được Eugène Simon miêu tả năm 1886.